# Simon Vouet

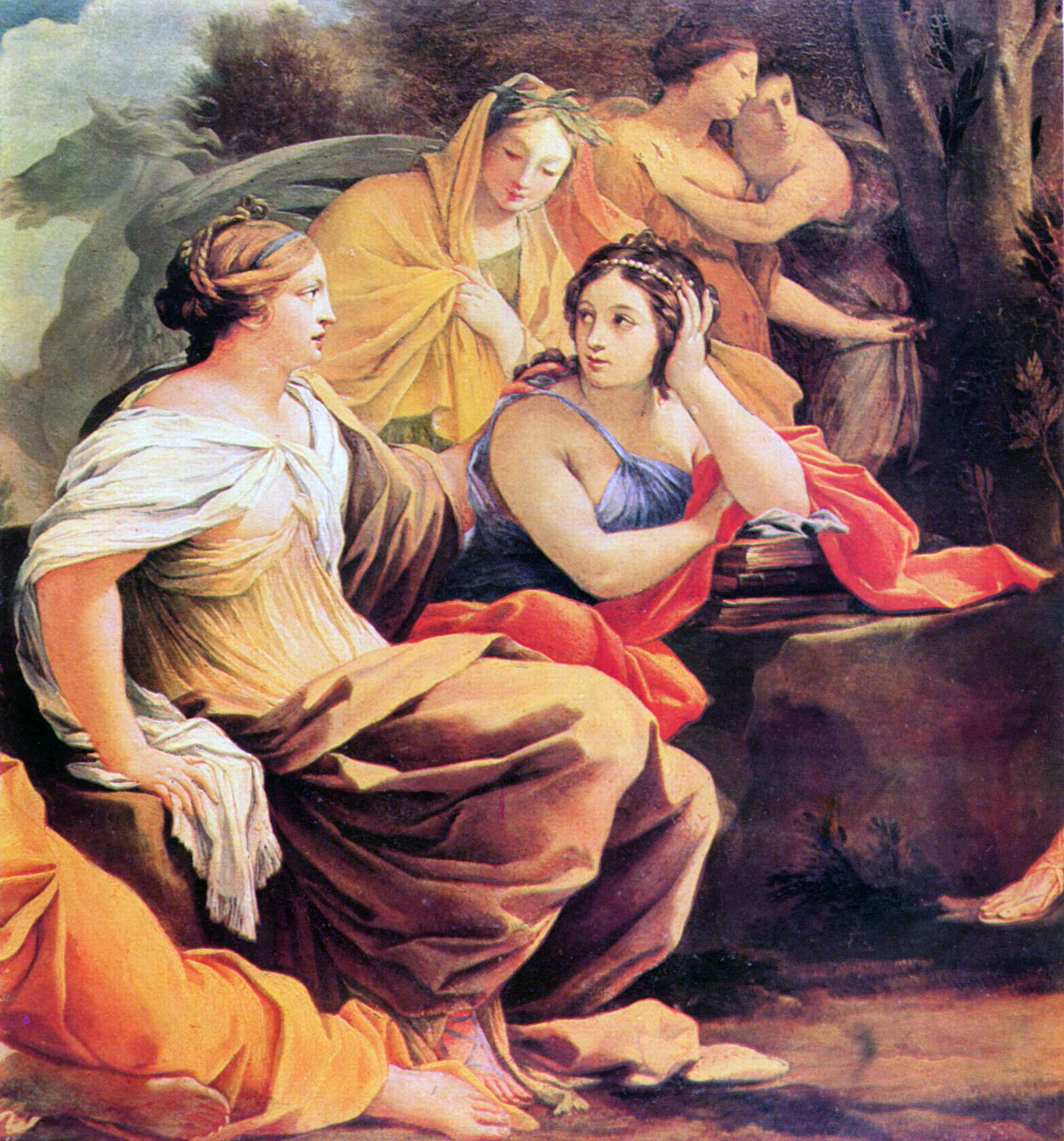
Detall de Apol·lo i les muses de Simon Vouet.

Simon Vouet (París, 9 de gener de 1590 - París, 30 de juny de 1649) Fou un pintor francès d'estil barroc.
Format al taller del seu pare Laurent Vouet, va demostrar molt aviat una gran facilitat per a la pintura, als catorze anys ja realitzava retrats a Anglaterra. L'any 1611 es va traslladar a Turquia on va romandre un any en el qual va executar el retrat de Mustafà I.
Es va traslladar a Itàlia entre els anys 1615 i 1627, durant aquests anys va romandre a Venècia, Roma i Gènova i va estar protegit pels Doria i pel cardenal Barberini futur papa Urbà VIII.
A la seva primera època italiana va estar molt influenciat per la pintura de Caravaggio, passant, sota el coneixement de l'obra de Guido Reni, a un barroquisme més virolat.
Va realitzar obres religioses com el Naixement de la Verge per a l'església de Sant Francesc a Ripa i la sèrie de la Vida de Sant Francesc (1629) per a Sant Llorenç in Lucinia (Roma).
A la seva tornada a París, va treballar per a la cort del rei Lluís XIII, realitzant retrats i decoracions per als palaus de la capital francesa, principalment les seves obres van ser de temàtica mitològica i va influir molt a les noves generacions de pintors com Eustache Le Sueur, Nicolas Chaperon i Charles Le Brun.

## Obres
| Quadre                            | Títol                                                | Data      | Mida               | Localització                              |
| --------------------------------- | ---------------------------------------------------- | --------- | ------------------ | ----------------------------------------- |
| Crucifixió                        | Crucifixió.                                          | 1622      | 375 X 225 cm.      | Església de Gesú. Gènova.                 |
| La Riquesa.                       | La Riquesa.                                          | 1630/1635 | 170 X 124 cm.      | Museu del Louvre. París.                  |
| Les muses Urània i Cal·líope      | Les muses Urano i Caliope,(Detall de la musa Urano). | 1634      | 79,8 X 125 cm.     | Col·lecció Samuel H. Kress. Estats Units. |
| Retrat d'Angélique Vouet,         | Retrat d'Angélique Vouet, (filla de l'artista).      | 1635/1638 | Pastel sobre paper | Museu del Louvre. París.                  |
| Verge amb Nen "Hesselin".         | Verge amb Nen "Hesselin".                            | ?         | 97 X 77 cm.        | Museu del Louvre. París.                  |
| Venus dorment                     | Venus dorment.                                       | 1630/40   | 100,5 X 84 cm.     | Szépmüvészeti Museum Magyar. Budapest.    |
| La presentació de Jesús al Temple | La presentació de Jesús al Temple                    | 1641      | 393 x 250 cm.      | Museu del Louvre. París.                  |

## Altres obres
- 1614-Magdalena. Palau del Quirinal. Roma.
- 1620- L'Anunciació. Galleria degli Uffizi. Florència.
- 1621-Retrat de Marcantonio Doria. Museu del Louvre. París.
- 1620/25- Sant Jeroni i l'àngel. Col·lecció Samuel H. Kress. Estats Units.
- 1627-Al·legoria del Temps i la Bellesa. Museu del Prado. Madrid.
- 1628/39- El bany de Venus. Cincinnati Art Museum. Cincinnati.Ohio.
- 1633-Magdalena penedida. Museu de Picardie. Amiens
- 1633-Lot i les seves filles. Museu de Belles Arts. Estrasburg.
- 1637-Diana. Royal Collection Hampton Court.
- 1638-Les quatre virtuts cardinals. Palau de Versalles
- 1640-El Rapte d'Europa. Museu Thyssen Bornemisza. Madrid.
- 1643- Retrat d'Anna d'Austria. Museu Hermitage.Sant Petersburg.
- 1645/46 Saturn vençut per l'amor. Museu de Berry. Bourges.